# Acanthophyllum crassinodum
Acanthophyllum crassinodum är en nejlikväxtart som beskrevs av D.Kh. Yukhananov och J.R.Edmondson. Acanthophyllum crassinodum ingår i släktet Acanthophyllum och familjen nejlikväxter. Inga underarter finns listade i Catalogue of Life.